# Abbazia di Thure
L'antica abbazia di Thure, è stata un'abbazia delle canonichesse di Sant'Agostino della Congregazione di Nostra Signora fondata nel XIII secolo lungo il Thure tra Solre-sur-Sambree Bersillies-l'Abbaye, nell'Hainaut, Vallonia, Belgio. 
Evacuato nel 1792, cessò di esistere come monastero nel 1796, quando la sua proprietà venne confiscata e venduta al pubblico dal potere rivoluzionario francese.

## Storia
Con l'approvazione di Gui de Laon, arcivescovo di Cambrai, Nicola II di Barbençon, signore di Jeumont, stabilì a marzo del 1243 condusse a Marpent quattro monache agostiniane dall'Abbazia di Prémy nei pressi di Cambrai. Egli offrì loro terre dipendenti dal suo casato e come reddito, la metà della decima con i beni del suo fienile a Villers-Sire-Nicole.
Tredici anni dopo, durante la Pasqua del 1256, l'abbazia fu trasferita a Solre-sur-Sambre, dove prese il nome di Abbazia di Thure, dal nome del fiume sulle cui rive è fondata.
Una figlia di Nicola II fu badessa dal 1271 al 1300, data della sua morte. Nicola e sua moglie, Elisabeth de Soissons, sono sepolti lì. Anche Jean I de Barbançon ebbe una figlia che fu badessa a Thure; Isabella II Barbençon.
Abbandonato nel 1792 durante i disordini a seguito della rivoluzione francese, l'abbazia fu soppressa nel 1796. La maggior parte dei suoi edifici sono stati demoliti nel XIX secolo, si salvarono solamente il cancello d'ingresso e il corpo principale dell'edificio.

## Badesse di Thure
- Agnès de Prémy (1244-1271)
- Jeanne de Barbençon (1271-1300)
- Marie de Ville (1300-1307)
- Isabelle de Barbençon (1307-1311)
- Alix de Rouvroit (1311-1368)
- Julienne de Longueville (1368-1386)
- Marie de Tournai (1386-1388)
- Iolende de Quiévelon (1388-1413)
- Catherine de Maurage (1413-1432)
- Jeanne de Sars (1432-1452)
- Anne d'Ittre (1452-1497) (+ 1507)
- Marie de Willemont (1497-1507)
- Magdelaine Prévot (1507-1530)
- Eve Sohière (1531-1539)
- Roberte de Pamele (1539-1550)
- Catherine de Ligne (1550-1581)
- Jeanne de Rengomont (1581-1615)
- Bonne de Boussu (1615-1635)
- Waltrude de Bougnies (1635-1641)
- Marie de Hamal (1641-1675)
- Isabelle Mengald (1679-1728)
- Marie-Agnès Baudson (1729-1740)
- Marie-Ursule Petit (1740-1746)
- Constance Jamart (1746-1790)
- Marie-Alexandrine Dufresne (1791-1796)